# Kuyén
Kuyén (do mapudungun küyeṉ, Lua) é a personificação da Lua na cultura do povo mapuche, que habitam no Chile e Argentina. Kuyén é a maior e a mais brilhante das Wangülén. 
Kuyén tem três fases: Kuyén Ulcha (küyeṉ üllcha, lua donzela ou nova), Kuyén Ñuque (küyeṉ ñuke, lua mãe ou cheia) e Kuyén Cushe (küyeṉ kuse, lua velha ou minguante). É filha dos lagos e tem poder sobre águas. Ás vezes desce ao Kürpü( a parte mais profunda das águas), causando transbordamentos e inundações. Mas também é ela quem acalma os ventos destruidores.
O nome Kuyén também é o equivalente da palavra mês na língua mapuche. 

## Kuyén e Antü
A cosmogonia mapuche descreve como Pu-am, a alma primordial universal, acordou do seu sono numa noite eterna em que nada existia, antes mesmo do tempo existir e, abrindo seus olhos, disse as primeiras palavras criadoras. Nesse tempo só havia a escuridão, o Mapú era obscuro. Surgiram então os Pillan e as Wangulen 
Os Pillan e as Wangülén, eram espíritos luminosos que viviam Wenumapu ( a terra celestial), mesmo antes de existir o tempo. O mais poderoso, o mais brilhante, o mais antigo(embora jovem e valente) dos Pillan, era Antü (o sol). Antü decidiu que queria se casar, e comunicou a assembleia dos Pillan e Wangülén, que escolheria uma esposa para si.
Todas as Wangülén desejavam se tornar esposas do poderoso Antü, de modo que quando este escolheu Kuyén, a mais brilhante das Wangulén,  como sua esposa,  isso provocou a inveja nas demais estrelas e algumas delas se rebelaram contra a decisão. Enquanto muitas delas se conformaram, outras criticaram Antü. A Inconformação, tímida a princípio, foi fomentada por alguns Pillan, liderados por Peripillan, de modo que continuou a crescer e terminou por provocar uma guerra. Ao final da guerra, Antu castigou os rebeldes, encerrando-os no interior da terra, e atenuou o brilho das estrelas, por isso a luz mais brilhante da noite é Kuyén.
Na guerra morreram o filho de Antü e Kuyén e o filho de Pillan. Kuyén e as outras Wangulén choraram incessantemente, até que Pu-am compadecido decidiu ressuscitar os dois, porém não nas suas antigas formas, e sim na forma de duas serpentes. Essa é a origem origem de Kaikai Vilú e Trentren Vilú.
Casaram-se no lugar onde acaba a Terra, e ambos correm para ali sem se encontrar:  Kuyen está sempre a fugindo do seu do seu esposo, Antü, e a dar ordens contrárias às dele às nuvens. Um dia o sol, cansado de correr atrás dela, conseguiu acertar uma pancada em seu rosto; assim se explica as marcas na superfície da lua. 

## Kuyén e a Primeira Mulher
Posteriormente à grande batalha dos antigos Pillanes, Elche criou o primeiro homem, para adorá-los, lembrar deles em suas canções e performar o nigllatún. Quando o primeiro homem se viu só num mundo obscuro e estéril e suplicou aos pillans que lhe dessem uma companheira, pois todo pillan tinha sua companheira Wangulén e até mesmo as criaturas da terra tinham todas um par. Primeiro a criação de Elche implorou a Antü, mas este ignorou seus rogos. Depois o primeiro homem se virou para Kuyén, e rogou a ela que aplacasse sua solidão, pois todos os Pillans tinham suas companheiras Wangulén e mesmo as criaturas da terra tinham seus pares. A lua se apiedou das súplicas do primeiro homem e escolhendo uma das Wangulén a fez descer a terra como um raio de luz, que ao tocar a terra tomou a forma da primeira mulher.
Quando ela chegou a terra era obscura e estéril. Ela então pôs-se a caminhar e conforme percorria montes e vales, lagos e mares tudo ia se tornando fértil. Ao tocar nas laminas da grama nasceram plantas, e quando esta floresceram ela tocou-lhe as e assim nasceram pássaros, mariposas, guanacos e lontras. Mas o Admapu ainda era obscuro e a primeira mulher teve curiosidade de conhecer as suas obras. Ela então rogou a Antü que viesse iluminar a terra. Antü ficou curioso para ver o que tinha sido feito e abrindo um furo pôs seu rosto por ele para espiar o Mapu, e o inundando de luz, viu que era bela a obra da primeira mulher e se alegrou de tal modo que despertou a curiosidade de Kuyén. Mas Antü teve ciúme e quis que só ele pudesse admirar o mapú, proibindo Kuyén de  vê-lo. Esta desrespeitando as ordens de seu marido esperou o momento em que ele dormisse e fazendo outro furo veio admirar a terra. Desde de então o sol e a lua se revezam para admirar o mapu.

## Telescópio Kueyen
Um dos satélites auxiliares do VLT se chama Kueyen em homenagem à deusa mapuche.